# Ritmos Juveniles con Alberto Vázquez

## Antecedentes
El sencillo lanzado el año anterior tuvo mediano éxito, Alberto se sigue presentando en diferentes centros nocturnos, hasta que realmente deciden grabarlo en el año de 1960 el productor Guillermo Acosta Segura, lo firma en Discos Musart y fue ahí cuando llega el primer LP de larga Duración:
Su primer disco de larga duración. De este disco se desprenden varios de los temas más emblemáticos de Alberto.
En este disco, como era la costumbre de la época los temas eran covers en diferentes idiomas, aquí la gran mayoría de los temas en español son del mismo Alberto, además de ser el primero en grabar las canciones "La Historia de Mi amor", Esta Noche Mi Amor", así como "Calienta El Sol".
Este Disco trae ritmos que van desde el Rock y las baladas con orquesta.
El LP Incluye incluso un bolero de los 40's a ritmo de Rock que es: "Amor, Amor, Amor" que Luis Miguel haría éxito nuevamente en el año 2002.

## Lista de canciones
| CANCIONES                      | AUTORES                                        |
| ------------------------------ | ---------------------------------------------- |
| 1. Olvídalo                    | John Gary/Alberto Vázquez                      |
| 2. La Historia De MI Amor      | A. Vázquez/Paul Anka                           |
| 3. Marea Baja                  | Maxell/A. Vázquez                              |
| 4. Ven Por Mi                  | Ollie Jones/A. Vázquez                         |
| 5. Quiero Contar               | Alberto Vázquez/John Cary                      |
| 6. Cuando Calienta El Sol      | Carlos Y Mario Rigual                          |
| 7. Amor, Amor                  | Gabriel Ruiz/L. Méndez                         |
| 8. Esta Noche Mi Amor          | A. Vázquez/Paul Anka                           |
| 9. Significas Todo Para Mí     | Sedaka/Greenfield/Vázquez                      |
| 10. Siempre Te Sueño           | Greenfield/A. Vázquez                          |
| 11. El Destino del Payaso      | Howard Greenfield/John Gary/L. Mann/A. Vazquez |
| 12. Quizá Es Por Que Te Quiero | I. Berlín/A. Vázquez                           |

## Sencillos
1. Olvídalo
2. Significas Todo Para Mi
3. La Historia De Mi Amor
4. Esta Noche Mi Amor

- Datos: Q25365378